# MODERN DREAM
『MODERN DREAM』（モダンド・リーム）は、GENDA×BENDAのミニアルバム。

## 批評
CDジャーナルは「「セックスも棺桶も歌えるシンガーになりたい」という米沢ゆきみの小悪魔的キャラクターとパワフルな歌声をお楽しみ下さい。」と評した。

## 収録曲
全曲　作曲：深田太郎　編曲：坂井紀雄（特記以外）
1. MODERN DREAM
作詞：米沢ゆきみ
2. Believe
作詞：東川元則
3. CONA-MIKEY
作詞：阿久悠[3]
4. SWEET RADIO
作詞：米沢ゆきみ
5. Radio Night
作詞：阿久悠[3]
6. MAMA, I LOVE YOU
作詞・作曲：米沢ゆきみ
7. PARTY IS OVER
作詞：米沢ゆきみ